# Sommerschafweide auf Linsenberg und Bienenwäldle
Die Sommerschafweide auf Linsenberg und Bienenwäldle ist ein vom Landratsamt Münsingen am 31. Mai 1955 durch Verordnung ausgewiesenes Landschaftsschutzgebiet auf dem Gebiet der Gemeinde Hohenstein.

## Lage
Das nur 9,8 Hektar große Landschaftsschutzgebiet liegt etwa einen Kilometer südöstlich des Hohensteiner Ortsteils Eglingen. Es besteht aus zwei Teilgebieten und gehört zum Naturraum Mittlere Kuppenalb.
Geologisch stehen Dolomit-Formationen des Unteren Massenkalks des Oberjura an. Die Kuppe des Linsenbergs im Süden des Gebiets besteht aus Formationen des Oberen Massenkalks.

## Landschaftscharakter
Das Landschaftsschutzgebiet ist zum überwiegenden Teil bewaldet. die wenigen Offenlandflächen werden als Grünland genutzt und wurden zum Teil als FFH-Lebensraumtyp Magere Flachlandmähwiesen erfasst. Im Luftbild von 1968 ist der Wandel des Landschaftsbilds gut zu erkennen: Zu dieser Zeit war das südliche Teilgebiet noch waldfrei und nur durch einige Feldhecken strukturiert. Auch im nördlichen Teilgebiet sind noch wacholderheidenartige Strukturen erkennbar.